# Albert von Metzler (Bankier, 1839)

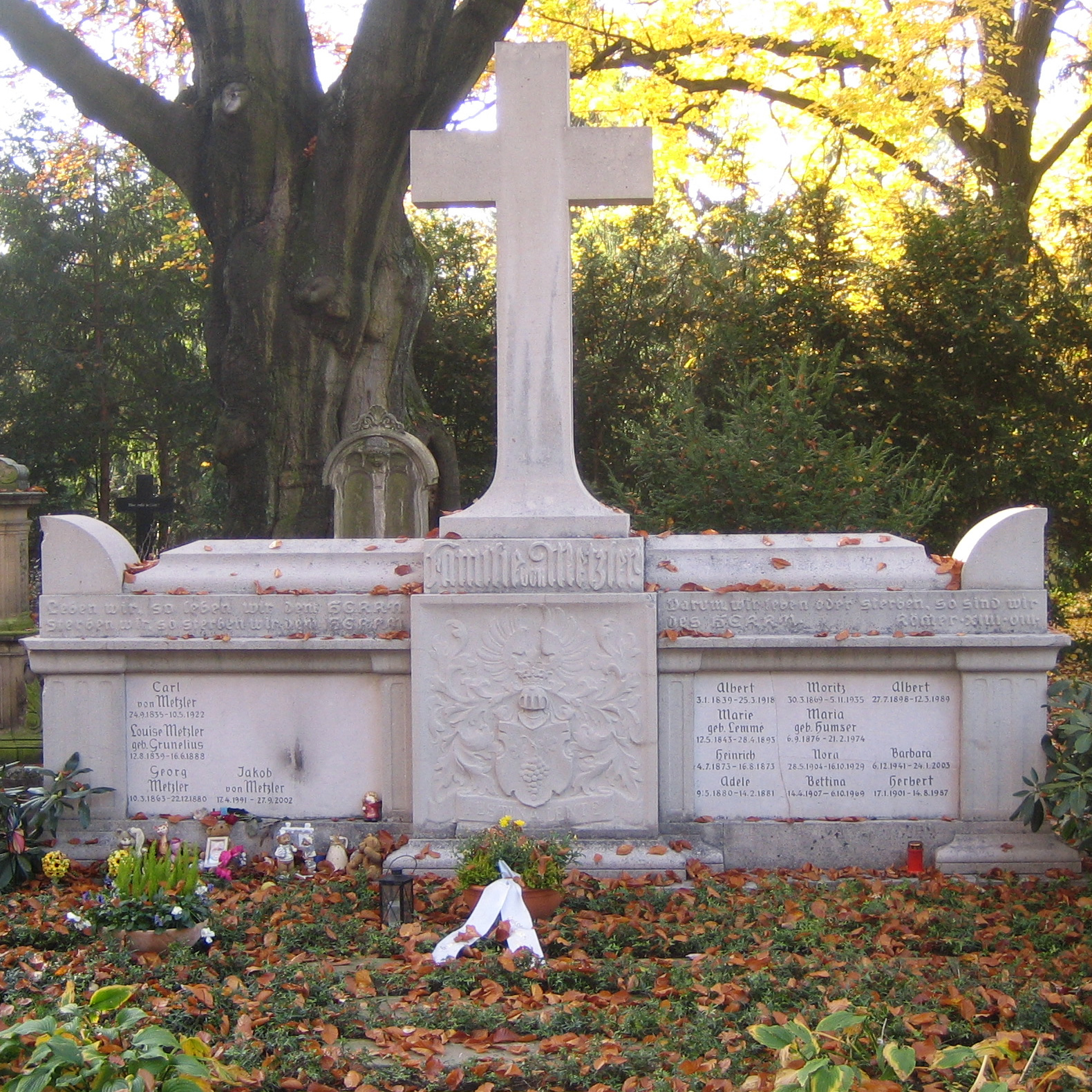
Familiengrab der Familie Metzler auf dem Frankfurter Hauptfriedhof

Gustav Albert Metzler, seit 1901 von Metzler (* 3. Januar 1839 in Frankfurt am Main; † 25. März 1918 ebenda), war ein deutscher Bankier und Politiker aus der Bankiersfamilie Metzler.

## Leben
Gustav Albert von Metzler wurde als drittes von fünf Kindern der Eheleute Georg Friedrich Metzler (1806–1889) und Johanna Fuchs (1811–1882) in Frankfurt am Main geboren.
Metzler lebte von 1858 bis 1862 in Liverpool und anschließend von 1868 bis 1870 in Paris. Seit 1883 war er Teilhaber des Bankhauses Metzler. Außerdem gehörte er dem Aufsichtsrat der Degussa an. Seit 1884 war er Mitglied der Handelskammer. Ab 1880 gehörte Metzler der Stadtverordnetenversammlung von Frankfurt am Main an. Im Jahr 1881 wurde er zum ehrenamtlichen Stadtrat gewählt. Diesen Posten behielt er bis 1912. In diesem Jahr amtierte er vertretungsweise auch als Oberbürgermeister. Er war zwischen 1886 und 1904 auch bayerischer Generalkonsul in Frankfurt.
Metzler gehörte der Nationalliberalen Partei an. Zwischen 1885 und 1893 war Metzler Mitglied des Preußischen Abgeordnetenhauses. Seit 1904 war er Mitglied des preußischen Herrenhauses. Darüber hinaus engagierte er sich für den Pferdesport und war langjähriger Vorsitzender des Frankfurter Renn-Klubs. Die Erhebung in den preußischen Adelsstand erfolgte am 18. Januar 1901 in Berlin für die Brüder Albert und Carl Metzler (1835–1922).
Albert von Metzler ist der Urgroßvater von Friedrich von Metzler.